# Tramway de Zwickau
Le tramway de Zwickau est le réseau de tramways de la ville de Zwickau, en Allemagne. Il comporte quatre lignes de tramway urbain.

## Réseau actuel

### Aperçu général
Le réseau compte 4 lignes :
- Linie 3: Eckersbach – Neumarkt (Leipziger Straße) – Hauptmarkt – Stadthalle – Neuplanitz
- Linie 4: Pölbitz – Neumarkt (Bosestraße) – Georgenplatz – Marienthal/Paulusstraße – Städtisches Klinikum
- Linie 5: Städtisches Klinikum – Marienthal/Paulusstraße – Georgenplatz – Zentralhaltestelle – Hauptbahnhof
- Linie 7: Pölbitz – Neumarkt (Bosestraße) – Georgenplatz – Zentralhaltestelle – Hauptbahnhof